# روني مكينون
روني مكينون (بالإنجليزية: Ronnie McKinnon)‏ (20 أغسطس 1940 بغلاسكو في المملكة المتحدة - ) هو لاعب كرة قدم بريطاني في مركز قلب الدفاع. شارك مع منتخب اسكتلندا لكرة القدم. أما مع النوادي، فقد لعب مع نادي رينجرز ونادي ديربن يونايتد ‏ ورابطة كرة القدم الاسكتلندية الحادية عشر ‏.

## وصلات خارجية
- روني مكينون على موقع الاتحاد الأوربي (الإنجليزية)
- روني مكينون على موقع قاعدة بيانات كرة القدم.إي يو (الإنجليزية)
- روني مكينون على موقع ناشيونال فوتبول تيمز (الإنجليزية)
- روني مكينون على موقع عالم كرة القدم.نت (الإنجليزية)